# Citroën Méhari
Citroën Méhari var en lille jeep-agtig bil fremstillet af franske Citroën mellem 1968 og 1988 i 144.953 eksemplarer. Navnet stammer fra nordafrikanske berberes benævnelse af en dromedar.
Méhari var baseret på Citroën Dyane 6 (og ikke Citroën 2CV som ofte antaget), men havde et karosseri af gennemfarvet ABS-plast Indledningsvist kunne bilen leveres som røde, orange, grønne og beige; senere kom der flere farver og nuancer til. Den havde samme 602 cm3 28,5 hk motor som 2CV6. Den lille motor kombineret med den kantede facon gør, at bilen har vanskeligt ved at følge med trafikken på landevejen nu om dage, mens den klarer sig godt i bytrafik.
En version med firehjulstræk blev fremstillet mellem 1980 og 1983; den havde fremragende terrænegenskaber, nok mest på grund af dens lave vægt. Den franske hær benyttede siden sent i 1970'erne Méhari i en modificeret 24V udgave.
Bilen kunne leveres med bagsæde eller som pickup, den sidste er den som der er flest af i Danmark, grundet gulpladesystemet.
Der hævdes at være mindst 120 kørende Méharier i Danmark.